# Expo 1905
L'Esposizione universale 1905 (Expo 1905, ufficialmente Exposition universelle et internationale de Liège, 1905) venne organizzata dalla città di Liegi, in Belgio, dal 27 aprile al 6 novembre 1905.
Inizialmente la manifestazione era prevista per il 1903 ma la complessità e durata dei lavori portarono a dover inaugurare l'evento nel 1905, coincidendo così con il 75º anniversario dell'indipendenza del Belgio.

## Sito
L'area espositiva principale venne individuata nei quartieri di Aguerres e Vennes, ai bordi della riva destra dell'Ourthe, alla confluenza con la Mosa. Venne coinvolta anche una zona del quartiere Fragnée, collegata al resto dell'esposizione attraverso un ponte monumentale, detto allora dell'Esposizione e oggi di Fragnée. Altra zona dell'esposizione era il parco della Boverie, collegato al resto della città grazie al ponte del Commercio ora Alberto I.
Per l'occasione venne inoltre costruita una nuova stazione ferroviaria e abbellita la stazione di Guillemins.

## Partecipanti
| |
| Americhe |
| - Argentina - Brasile - Canada - Cuba - Stati Uniti |
| Africa |
| - Egitto - Stato Libero del Congo |
| Asia |
| - Cina - Giappone - Impero ottomano - Persia |
| Europa |
| - Austria - Belgio - Bulgaria - Danimarca - Francia - Germania - Regno Unito - Grecia - Ungheria - Italia - Lussemburgo - Montenegro - Norvegia - Paesi Bassi - Portogallo - Romania - Russia - Serbia - Spagna - Svezia - Svizzera |
| Oceania |
| |